# Набережная Достоевского
Набережная Достоевского — улица в Старой Руссе. Проходит через исторический центр города от Соборного моста вдоль правого берега реки Перерытицы-Порусьи. На противоположном берегу реки проходит набережная Глебова.

## История
Судя по названию реки — её русло в этом месте имеет искусственное происхождение (это подтверждается и археологическими раскопками), но время перепрокладки русла не известно.
В 1936 году на углу Набережной с Комсомольским переулком было возведено значительное здание (д. 38/1) средней школы, пострадавшее во время боёв за Старую Руссу в годы Великой Отечественной войны, оно было восстановлено в послевоенный период. В 1971 году по итогам городского конкурса школе присвоено имя великого русского писателя Ф. М. Достоевского.
Во время боёв за Старую Руссу в 1941 году мемориальный дом Ф. Достоевского уцелел.
В послевоенное время носила имя 26 Бакинских комиссаров.
Современное название с 1967 года (возвращено довоенное название).
На улице сохранилось булыжное мощение.

## Достопримечательности
д. 8 — Музей романа «Братья Карамазовы» (бывший дом Беклемишевского, XIX в.)
д. 42/2 — Дом-музей Ф. М. Достоевского

## Известные жители
д. 26 — художник Т. И. Певзнер
д. 40 — артист П. П. Гайдебуров
д. 42/2 — Ф. М. Достоевский, А. Г. Сниткина
Писатель В. М. Глинка (дом не сохранился)

## Галерея

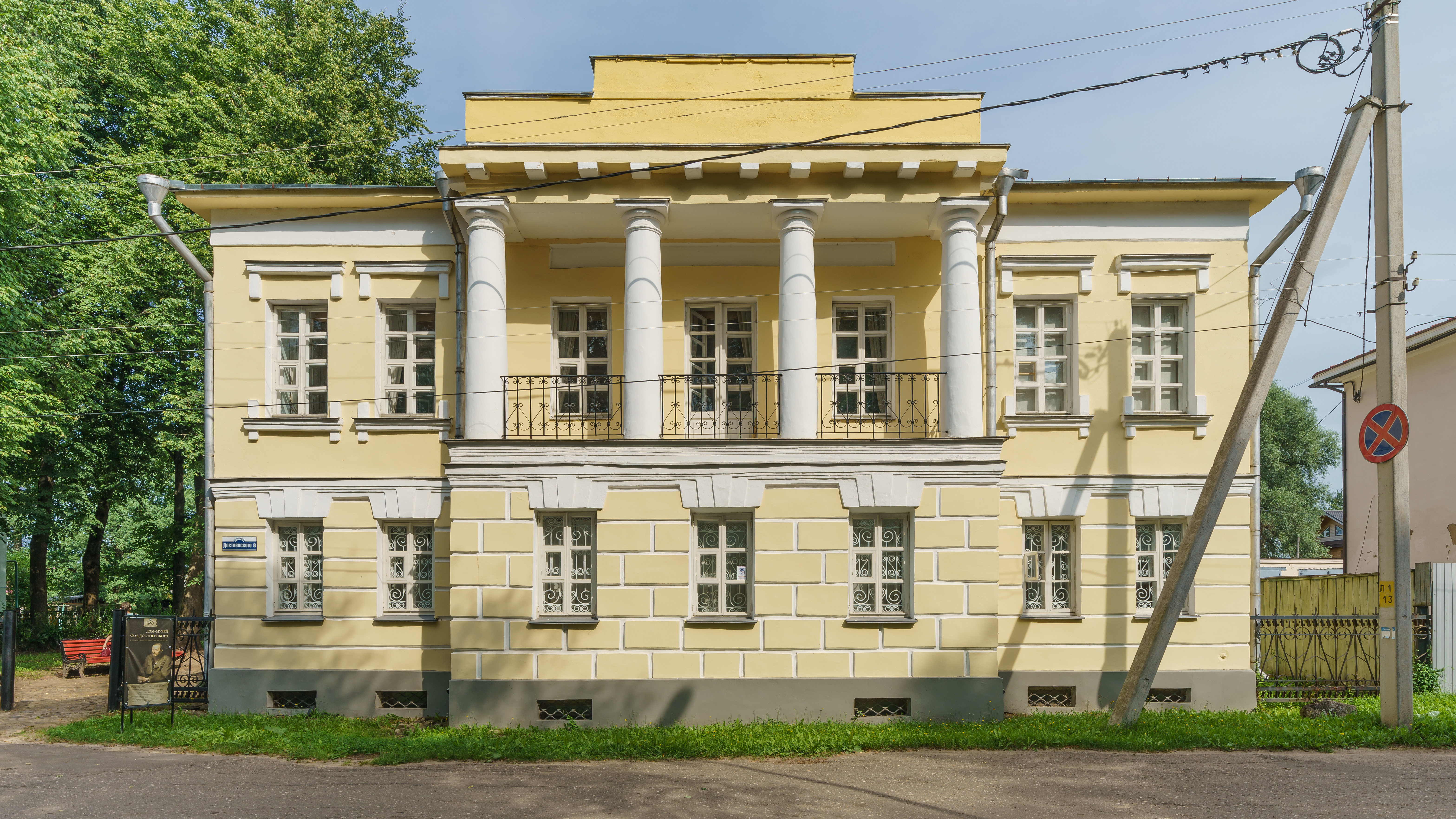
Музей романа «Братья Карамазовы»
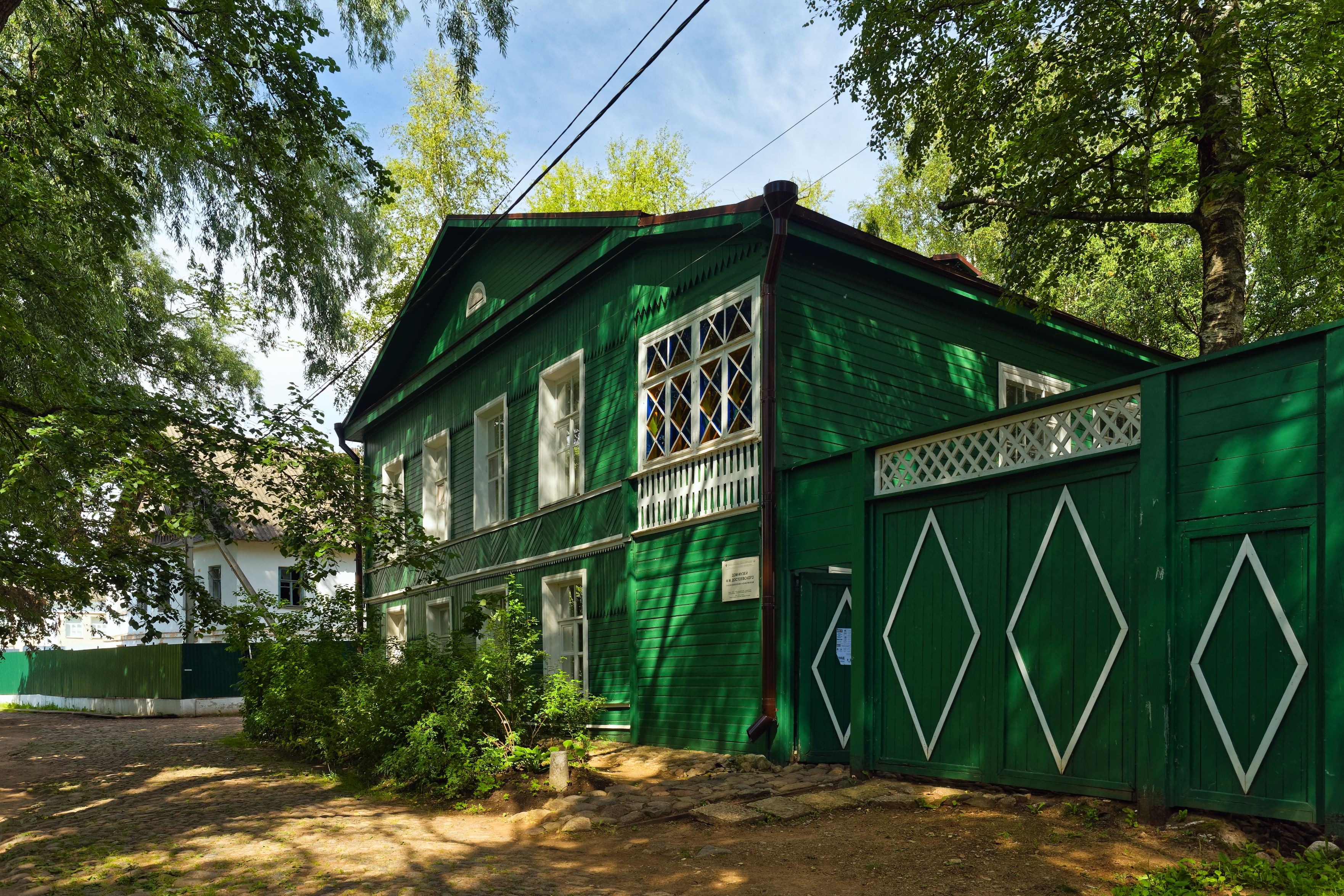
Дом-музей Ф. М. Достоевского
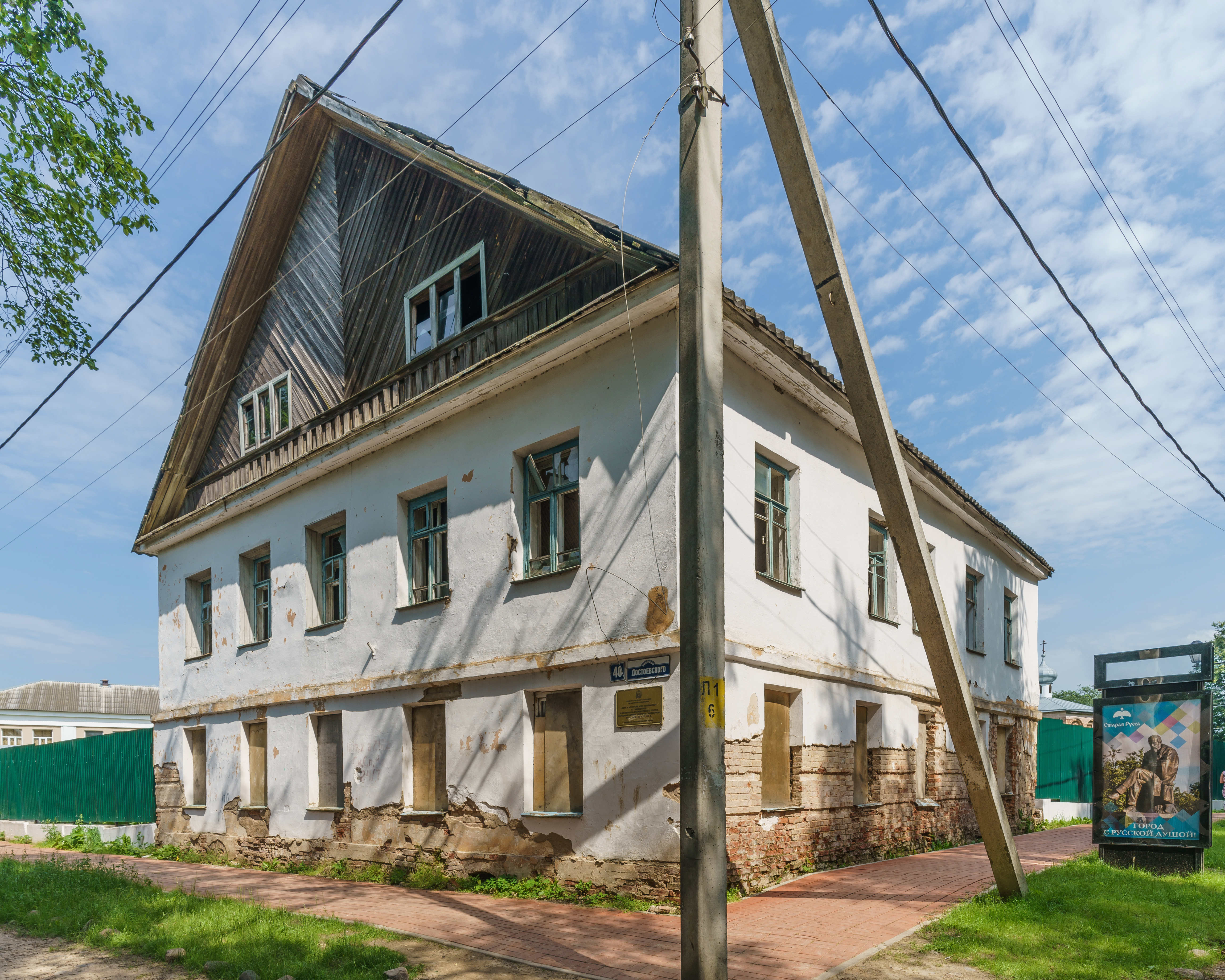
Дом П. Гайдебурова
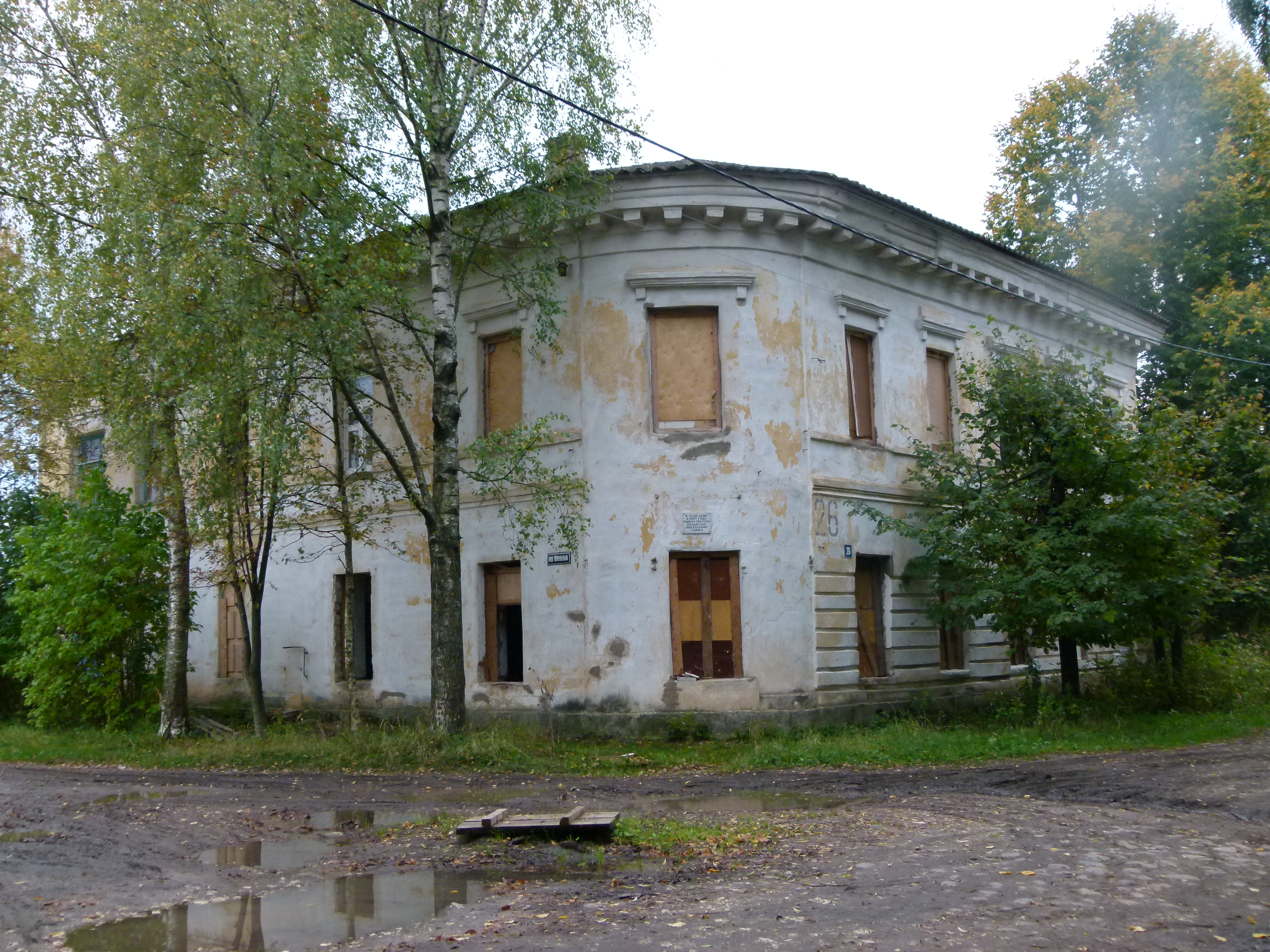
д. 26. Мемориальная доска В. М. Глинке
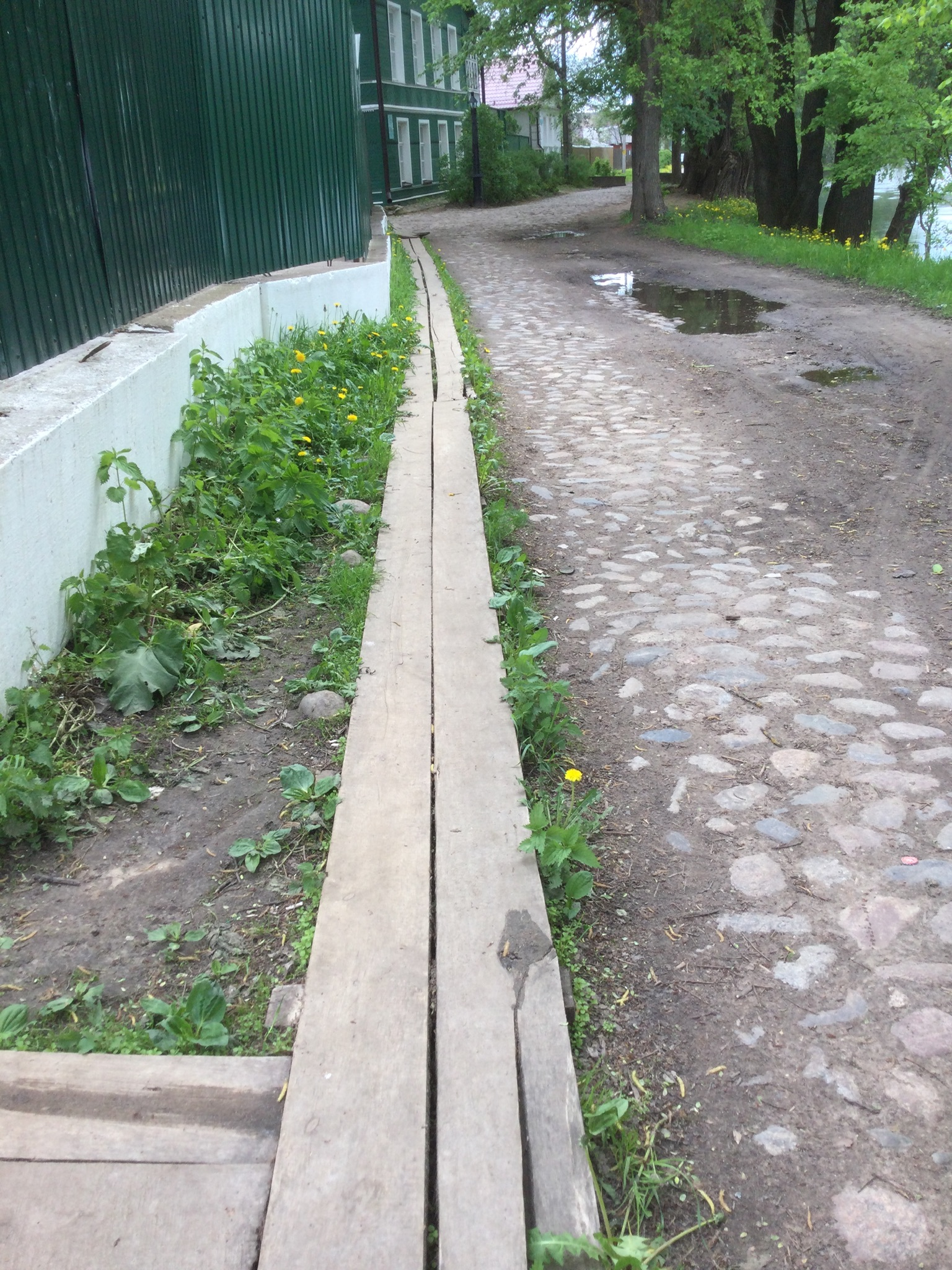
булыжное мощение улицы и деревянный тротуар